# PC de 100 dòlars

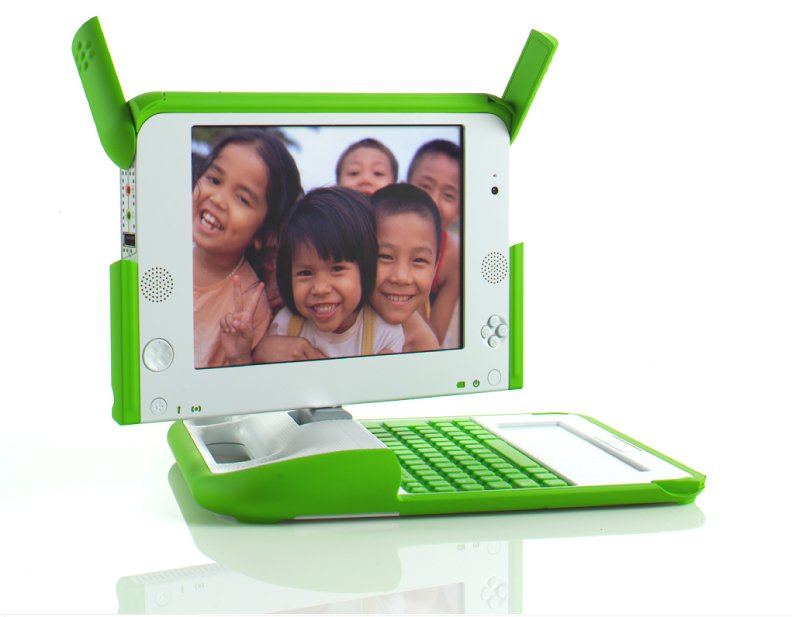
Últim prototipus, anomenat X0

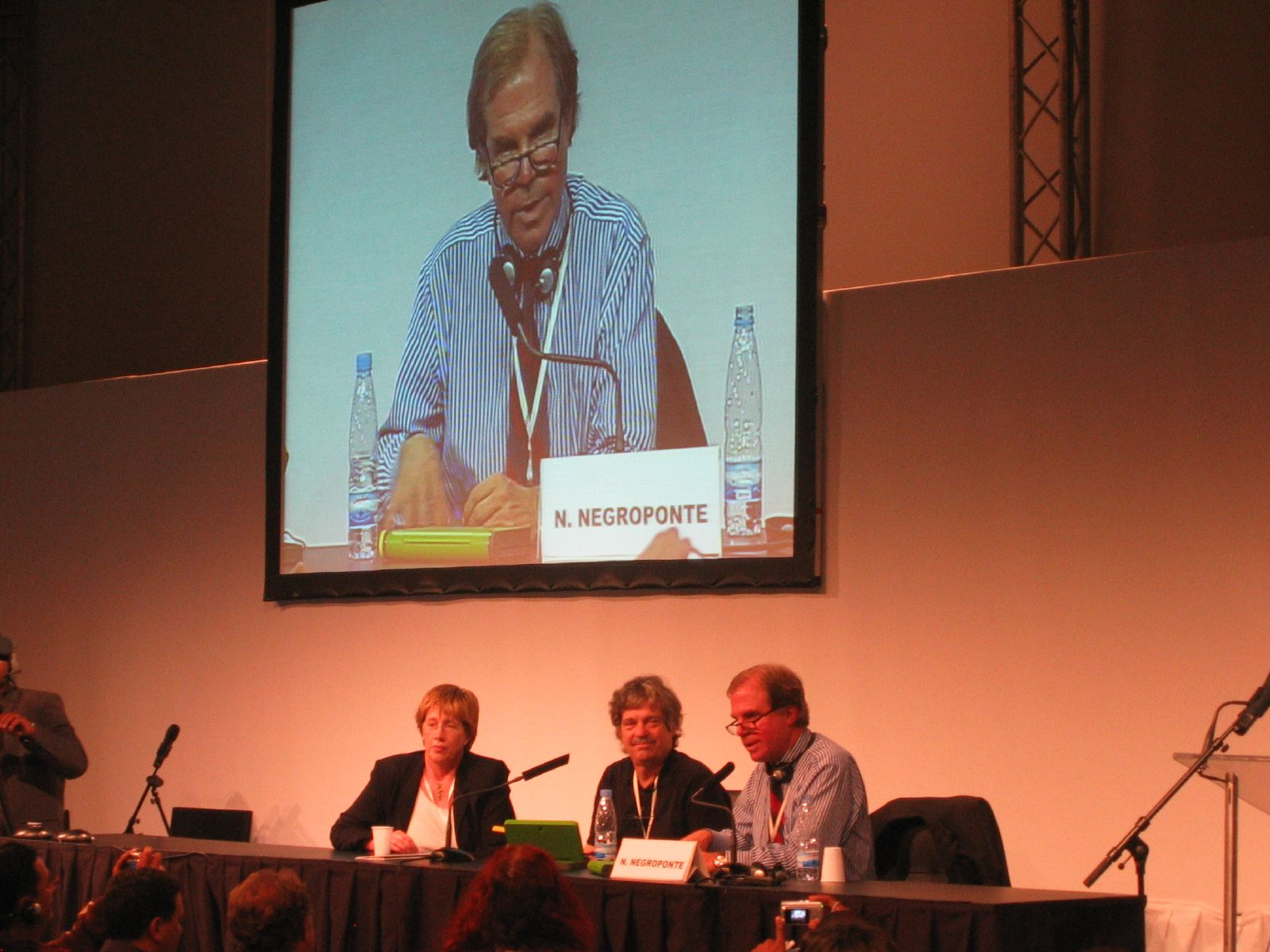
Llançament del PC a 100 dòlars

El PC de 100 dòlars (originalment i en anglès One Laptop Per Child o OLPC) és una iniciativa creada per empreses de països desenvolupats que consisteix en l'elaboració d'un ordinador portàtil de potència reduïda per tal d'apropar el món de la informàtica als infants dels països del tercer món. Una de les persones que hi treballa és Cynthia Solomon, cocreadora de Logo.